# Bácskai Tamás
Bácskai Tamás (Burger Tamás) (Budapest, 1925. május 30. – Budapest, 2007. december 21.) közgazdász.

## Családja
Apja Burger Dénes ügyvéd, anyja Wohl Ibolya volt. Apai nagyszülei Burger Vilmos és Rothman Rozália, anyai nagyszülei Wohl Károly (1874–1951) államvasúti felügyelő és Spitzer Erzsébet (1880–1946). Felesége Bárkány Júlia általános iskolai tanár. Testvére: Bácskai Vera (1930–2018) történész. Leányai: Bácskai Anna (1952–) és Bácskai Julianna (1957–).

## Ifjúsága, tanulmányai
Színészi pályára készült, a Vajda János Társaság színházi kollégiumában megismerkedett Jákó Pállal és Major Tamással is. Itt került kapcsolatba az illegális kommunista mozgalommal. Magyarország német megszállása után deportálták. Ács községnél megszökött, és a szovjet csapatok bevonulásáig elrejtőzött. 
1945 és 1947 között a Színiakadémia hallgatója volt, majd az ELTE ÁJTK-n állam- és jogtudományi doktori oklevelet szerzett (1959). 1973-ban a közgazdaság-tudományok kandidátusa (1973) lett. Angol, francia, német és orosz nyelvismeretet szerzett.

## Élete és oktatói munkássága
Pályáját kulturális területen kezdte. A MADISZ kulturális előadója volt 1945-ben, majd a Szikra Könyvkiadó munkatársa (1946–1947). Ezután a Jóvátételi Hivatal orosz nyelvű kereskedelmi levelezője és tolmácsa lett (1947–1948). A Gazdasági Főtanács Sajtóosztályának vezetője (1948–1949), a Külügyminisztérium Politikai Főosztályának szovjet referense (1949), a Pénzügyminisztérium munkatársa, miniszteri titkára (1949–1950).
1950-ben kezdte meg tudományos pályáját a Budapesti Corvinus Egyetem előd-intézményénél, a Magyar Közgazdaság-tudományi Egyetemen, (később Marx Károly Közgazdaságtudományi Egyetem) ahol adjunktus, (1950–1958), docens (1958–1985), illetve egyetemi tanár (1985–1995) és tanszékvezető (1984–1995) lett.
A Nemzetközi Bankárképző Intézet oktatási igazgatója volt 1988 és 1992 között. 1988-ban az Indianai Egyetem, 1990-ben a St. Gallen-i Főiskola vendégprofesszora volt.

### Állambiztonsági tevékenysége
2005-ben nyilvánosságra került, hogy 1957-től titkos megbízottként dolgozott az egykori állambiztonságnak. A „hazafias alapon” beszervezett Bácskai azzal indokolta az együttműködés elvállalását, hogy az 1956-os forradalom kirobbanásakor a Bem téren radikális műegyetemi fiatalok közelében tartózkodott, akik „erősen antiszemita jelszavakat” hangoztattak. Bácskait a hírszerzés szervezte be, de jelentett az úgynevezett „belső reakció” elleni részlegnek is.
1962-ben a Béke Világtanács titkára lett Bécsben, ezt a posztot 1968-ig töltötte be.

## A Magyar Nemzeti Bank vezetésében
1968-ban, az új gazdasági mechanizmus bevezetése idején a közgazdasági pályán aktivizálta magát, a Magyar Nemzeti Bank (MNB) elnöki tanácsadója lett (1968. ápr. 1.–1968. szept. 1.), majd az MNB Közgazdasági Főosztályának megbízott vezetője (1968. szept. 1.–1968. dec. 31.), vezetője (1969. jan. 1-jétől), egyúttal az MNB ügyvezető igazgatója (1972. jún. 15.–1984), majd ismét az elnök tanácsadója volt 1990 és 1995 között.
1990 körül az egyik kezdeményezője és szervezője volt a Budapesti Értéktőzsde újjáélesztésének, éveken át vezette a népszerű Bankárklubot.

## Kutatási területe
Fő kutatási területe a pénzügypolitika, a pénzügyi rendszer fejlődése volt. A szocializmusban, a tervgazdaságban is közel állt hozzá a polgári közgazdaságtan, a piacgazdaság, Korának egyik kiemelkedő reformközgazdásza lett Magyarországon.

## Társadalmi funkciói
- Az MTA Pénzügytani Bizottsága tagja
- A Magyar Tőzsdealapítvány Bizottság elnöke (1988-tól)
- A Magyar Vállalkozásfejlesztési Alapítvány kuratóriumának elnöke (1994–1996).
- A TIT budapesti szervezete közgazdasági szakosztályának elnöke.

## Díjai, elismerései
- Szocialista Munkáért Érdemérem (1955)
- Munka Érdemrend (ezüst, 1966 és 1972)
- Felszabadulási Jubileumi Emlékérem (1970)
- Popovics Sándor-díj (1993)
- A Magyar Köztársasági Érdemrend tisztikeresztje (2000)

## Szerkesztői tevékenysége
- A Pénzügyi Szemle szerkesztője (1952–1958)
- Az Acta Oeconomica és a Magyar Nemzet szerkesztőbizottságának tagja (1992–1997)
- A Figyelő szerkesztőbizottságának elnöke (1997–2007)
- A Hitelintézeti Szemle szerkesztőbizottságának tagja (2001–2005)
- A Magyar Közgazdasági Társaság aranyérme és a Közgazdász-díj I. fokozata

## Főbb művei
Cikkeinek, tanulmányainak tucatjai jelentek meg többek között a Magyar–Szovjet Közgazdasági Szemlében (1953–1954), az Állam és Igazgatásban (1953-tól), a Társadalmi Szemlében (1954-től), a Statisztikai Szemlében (1954-től), a Gazdasági Figyelőben (1957-től), a Közgazdasági Szemlében (1961-től), a Pénzügy és Számvitel (1962-től), a Befektetés (1988-tól), a Bankrendszer (1988-tól), a Stádium (1988-tól) és az Aula (1991-től) című periodikákban. Számos szakkönyvet és tanulmányt fordított le, oktatói tevékenysége során tankönyvek, jegyzetek hosszú sorát írta. Szerkesztette a Fejlődő országok lexikonát és szócikkeket írt abba.
- Bácskai Tamás – Huszti Ernő – Simon Péterné: A pénz. Budapest: Kossuth. 1974.  ISBN 963 09 0042 4